# 봉쇄 (바둑)
봉쇄는 상대방의 돌이 중앙 방면으로 진출하지 못하게 외벽을 튼튼하게 쌓아 출구를 틀어막는 위력적인 수법이다. 봉쇄 이후 강수를 교환하게 되는 것이 일반적이다.